# 李國寶
李國寶爵士，大紫荊勳賢，GBS，OBE，JP（1939年3月13日—），男，廣東鶴山人，生於英國倫敦，香港成長，李佩材家族成員，是大律師李志喜的堂兄，乃天主教徒。現任東亞銀行執行主席，香港數碼廣播有限公司股東，香港大學副校監，曾任行政會議成員，香港立法會金融界代表議員。他的太太是商人潘迪生胞姊李潘金翠。

## 生平
李國寶生於英國倫敦，早年就讀聖若瑟書院，後來在倫敦帝國學院修讀數學和劍橋大學修讀經濟和法律。他早年獲英國頒發OBE。1975年獲選為香港十大傑出青年。2001年獲香港特區政府頒發金紫荊星章。
2005年6月，他獲英女王伊丽莎白二世冊封為下級勳位爵士（Knight Bachelor）以確認他對英國教育界的貢獻。同年10月，他為加入行政會議而放棄英國國籍，但其爵士頭銜仍按慣例得以保留。

## 擔任公職
1985年，李國寶首次參選立法局並角逐金融界議席，並由於沒有其他參選人競逐下自動當選。其後由1988年香港立法局選舉開始，李國寶也是以沒有其他參選人的情況下當選，直至2000年選舉，李才第一次受其他參選人孔令成挑戰，最終，李亦以89票成功連任。而其後2004年及2008年選舉亦是以沒有其他參選人的情況下自動當選。
2005年他曾協助曾蔭權參選行政長官，擔任其競選辦公室主任。2005年10月，他獲曾蔭權委任為香港特別行政區行政會議成員，故須放棄其自出生便擁有的英國公民身份。2007年7月1日，李國寶獲頒大紫荊勳章。
2011年，李國寶出任唐英年的競選辦主席，協助唐英年參加2012年行政長官選舉。
2012年，李國寶宣佈不會再角逐連任立法會金融界議席，結束其27年的議會生涯，同時亦表示前立法會議員吳亮星為理想接任人。

## 牽涉醜聞

### 婚外情
李國寶曾與創興銀行家族後人廖碧欣傳出緋聞。2002年，二人被《東周刊》記者發現在巴黎同遊購物，並被攝得親熱擁吻的照片，廖碧欣更稱呼李國寶作「Baby」。事後，傳媒給予李國寶「寶Baby」的稱號。

### 內幕交易
李國寶是美國道瓊斯董事，但涉嫌內幕交易，曾經面臨美國證監會索償。
香港行政會議成員、銀行界的立法會代表李國寶因涉及道瓊斯內幕交易案，與美國證交會以810萬美元達成和解，公眾意見認為他違反誠信，有股壇長毛之稱的網上獨立評論員大衛·韋伯在網上就此進行民意調查，至2008年2月13日晚有900多人回應，93%市民認為他應辭去行政會議成員職務，認為他應該辭去立法會議員職務的市民亦近90%。
李國寶已於2008年2月16日辭去行政會議成員職務。

## 榮譽

### 勳銜
- 太平紳士（1982）
- 大英帝國官佐勳章（1991）
- 下級勳位爵士（2005）
- 旭日中綬章（2005）
- 金紫荊星章（2001）
- 意大利團結之星大軍官勳章（意大利语：Ordine_della_Stella_della_Solidarietà_Italiana）（2006）
- 大紫荊勳章（2007）
- 比利時王冠軍官勳章（法语：Ordre_de_la_Couronne_(Belgique)）（2007）
- 法國榮譽軍團司令勳章（2012）

### 榮譽博士
- 劍橋大學榮譽法學博士（1993）
- 華威大學榮譽法學博士（1994）
- 香港大學名譽法學博士（1996）
- 帝國理工學院榮譽理學博士（2007）
- 香港中文大學榮譽社會科學博士（2013）

## 外部連結
- 東亞銀行 （页面存档备份，存于）